# FIDE Grand Prix 2014–15
A FIDE Grand Prix 2014–15 egy kiemelt erősségű sakkversenysorozat a Nemzetközi Sakkszövetség (FIDE) szervezésében, amely négy versenyből állt. A versenysorozat a 2016-os sakkvilágbajnokság kvalifikációs versenysorozatának egyik eleme, amelyről az első két helyezett szerezhetett kvalifikációt a világbajnokjelöltek versenyére. Ez utóbbi verseny győztese mérkőzhet meg a regnáló világbajnokkal a világbajnoki címért. A Grand Prix-győzelmet az olasz Fabiano Caruana szerezte meg az amerikai Nakamura Hikaru előtt.

## A versenysorozat
A versenysorozat négy versenyből állt, amelyek közül minden résztvevőnek három versenyen kellett elindulnia. A versenysorozatra 16 versenyző kapott meghívást, közülük minden versenyen 12-en játszottak körmérkőzéses formában.

### A versenyek helyszíne és időpontja
A versenyek helyszíne és időpontja a következő volt:
- 2014. október 1–15. Baku, Azerbajdzsán
- 2014. október 20. – november 3. Taskent, Üzbegsztán
- 2015. február 14–28. Tbiliszi, Grúzia (új helyszín Teherán, Irán helyett)[2]
- 2015. május 14–26. Hanti-Manszijszk, Oroszország (új helyszín Moszkva, Oroszország helyett).

### Az eredmények pontozása és a díjazás
A versenyeken elért helyezésekért előre meghatározott pontszám járt, és ezek összesített eredménye alapján hirdették ki a győztest és a helyezetteket. Holtverseny esetén a helyezéseknek megfelelő pontokat, illetve díjakat összeadták, és elosztották a holtversenyben végzettek számával. A versenysorozat végeredményét ennek figyelembe vételével a versenyeken összesen szerzett pontok adták. A versenysorozat végén az előző két Grand Prix versenysorozattól eltérően az összesített eredmény alapján nem járt külön díjazás.
| H. | Versenydíj euró | Grand Prix pontok |
| -- | --------------- | ----------------- |
| 1  | 20 000          | 170               |
| 2  | 15 000          | 140               |
| 3  | 13 000          | 110               |
| 4  | 11 000          | 90                |
| 5  | 10 000          | 80                |
| 6  | 9 500           | 70                |
| 7  | 9 000           | 60                |
| 8  | 8 500           | 50                |
| 9  | 7 500           | 40                |
| 10 | 6 500           | 30                |
| 11 | 5 500           | 20                |
| 12 | 4 500           | 10                |

## A résztvevők

### A kvalifikációt szerzett versenyzők
A Nemzetközi Sakkszövetség (FIDE) versenyszabályzata szerint 11 versenyző szerzett kvalifikációt, négy versenyzőt a helyszínt biztosító szervezők, egy versenyzőt a FIDE-elnök hívhatott meg. A kvalifikációt szerzettek közül öten nem indultak el: Magnus Carlsennek, mint világbajnoknak és Visuvanádan Ánandnak, mint a világbajnokjelölti verseny egyik résztvevőjének nem volt szüksége az indulásra. Levon Aronján, Vlagyimir Kramnyik és Veszelin Topalov más módon kívánta a kvalifikációt megszerezni.
Az indulók végleges listáját hivatalosan 2014. szeptember 9-én tették közzé:
| Versenyző              | Ország                    | Kvalifikáció                                                           |
| ---------------------- | ------------------------- | ---------------------------------------------------------------------- |
| Dmitrij Andrejkin      | Oroszország               | 2013-as sakkvilágkupa                                                  |
| Jevgenyij Tomasevszkij | Oroszország               | 2013-as sakkvilágkupa                                                  |
| Maxime Vachier-Lagrave | Franciaország             | 2013-as sakkvilágkupa                                                  |
| Fabiano Caruana        | ITA                       | FIDE Élő-pontszám alapján (2013. május és 2014. április közötti átlag) |
| Alekszandr Griscsuk    | Oroszország               | FIDE Élő-pontszám alapján (2013. május és 2014. április közötti átlag) |
| Nakamura Hikaru        | Amerikai Egyesült Államok | FIDE Élő-pontszám alapján (2013. május és 2014. április közötti átlag) |
| Szergej Karjakin       | Oroszország               | FIDE Élő-pontszám alapján (2013. május és 2014. április közötti átlag) |
| Leinier Domínguez      | Kuba                      | FIDE Élő-pontszám alapján (2013. május és 2014. április közötti átlag) |
| Sahrijar Mamedjarov    | Azerbajdzsán              | FIDE Élő-pontszám alapján (2013. május és 2014. április közötti átlag) |
| Borisz Gelfand         | Izrael                    | FIDE Élő-pontszám alapján (2013. május és 2014. április közötti átlag) |
| Peter Szvidler         | Oroszország               | FIDE Élő-pontszám alapján (2013. május és 2014. április közötti átlag) |
| Dmitrij Jakovenko      | Oroszország               | a szervezők szabadkártyájával                                          |
| Tejmur Radzsabov       | Azerbajdzsán              | a szervezők szabadkártyájával                                          |
| Rusztam Kaszimdzsanov  | Üzbegisztán               | a szervezők szabadkártyájával                                          |
| Baadur Jobava          | Grúzia                    | a szervezők szabadkártyájával                                          |
| Anish Giri             | Hollandia                 | a FIDE-elnök szabadkártyájával                                         |

A 3. versenyt eredetileg Teherán rendezte volna, és a szabadkártyát az iráni Ehsan Ghaem-Maghami kapta, de Teherán visszalépése miatt az új rendező, Tbiliszi a szabadkártyáját Baadur Jobava számára adta.

## A versenyek eredményei

### Baku 2014
| H. | Versenyző              | Ország                    | Élő-p. | 1 | 2 | 3 | 4 | 5 | 6 | 7 | 8 | 9 | 10 | 11 | 12 | Össz | GP-pont |
| -- | ---------------------- | ------------------------- | ------ | - | - | - | - | - | - | - | - | - | -- | -- | -- | ---- | ------- |
| 1  | Fabiano Caruana        | Olaszország               | 2844   | * | ½ | 1 | 0 | 1 | ½ | ½ | ½ | 1 | ½  | 0  | 1  | 6½   | 155     |
| 2  | Borisz Gelfand         | Izrael                    | 2748   | ½ | * | ½ | 1 | ½ | ½ | ½ | 1 | 0 | ½  | 1  | ½  | 6½   | 155     |
| 3  | Szergej Karjakin       | Oroszország               | 2767   | 0 | ½ | * | ½ | ½ | ½ | 1 | ½ | ½ | ½  | ½  | 1  | 6    | 82      |
| 4  | Alekszandr Griscsuk    | Oroszország               | 2797   | 1 | 0 | ½ | * | ½ | ½ | ½ | 0 | ½ | 1  | ½  | 1  | 6    | 82      |
| 5  | Peter Szvidler         | Oroszország               | 2732   | 0 | ½ | ½ | ½ | * | ½ | ½ | ½ | 1 | ½  | ½  | 1  | 6    | 82      |
| 6  | Jevgenyij Tomasevszkij | Oroszország               | 2701   | ½ | ½ | ½ | ½ | ½ | * | ½ | ½ | ½ | ½  | 1  | ½  | 6    | 82      |
| 7  | Nakamura Hikaru        | Amerikai Egyesült Államok | 2764   | ½ | ½ | 0 | ½ | ½ | ½ | * | ½ | ½ | 1  | 1  | ½  | 6    | 82      |
| 8  | Tejmur Radzsabov       | Azerbajdzsán              | 2726   | ½ | 0 | ½ | 1 | ½ | ½ | ½ | * | ½ | ½  | ½  | ½  | 5½   | 50      |
| 9  | Sahrijar Mamedjarov    | Azerbajdzsán              | 2764   | 0 | 1 | ½ | ½ | 0 | ½ | ½ | ½ | * | ½  | ½  | ½  | 5    | 35      |
| 10 | Rusztam Kaszimdzsanov  | Üzbegisztán               | 2706   | ½ | ½ | ½ | 0 | ½ | ½ | 0 | ½ | ½ | *  | 1  | ½  | 5    | 35      |
| 11 | Dmitrij Andrejkin      | Oroszország               | 2722   | 1 | 0 | ½ | ½ | ½ | 0 | 0 | ½ | ½ | 0  | *  | 1  | 4½   | 20      |
| 12 | Leinier Dominguez      | Kuba                      | 2751   | 0 | ½ | 0 | 0 | 0 | ½ | ½ | ½ | ½ | ½  | 0  | *  | 3    | 10      |

### Taskent 2014
| H. | Versenyző              | Ország                    | Élő-p. | 1 | 2 | 3 | 4 | 5 | 6 | 7 | 8 | 9 | 10 | 11 | 12 | Össz | GP-pont |
| -- | ---------------------- | ------------------------- | ------ | - | - | - | - | - | - | - | - | - | -- | -- | -- | ---- | ------- |
| 1  | Dmitrij Andrejkin      | Oroszország               | 2722   | * | 1 | ½ | 1 | ½ | 1 | ½ | ½ | ½ | ½  | ½  | ½  | 7    | 170     |
| 2  | Sahrijar Mamedjarov    | Azerbajdzsán              | 2764   | 0 | * | ½ | ½ | ½ | ½ | ½ | ½ | ½ | 1  | 1  | 1  | 6½   | 125     |
| 3  | Nakamura Hikaru        | Amerikai Egyesült Államok | 2764   | ½ | ½ | * | 1 | ½ | ½ | ½ | ½ | ½ | ½  | ½  | 1  | 6½   | 125     |
| 4  | Baadur Jobava          | Grúzia                    | 2717   | 0 | ½ | 0 | * | ½ | 1 | ½ | ½ | ½ | ½  | 1  | 1  | 6    | 75      |
| 5  | Maxime Vachier-Lagrave | Franciaország             | 2757   | ½ | ½ | ½ | ½ | * | ½ | 1 | ½ | ½ | 0  | 1  | ½  | 6    | 75      |
| 6  | Szergej Karjakin       | Oroszország               | 2767   | 0 | ½ | ½ | 0 | ½ | * | ½ | ½ | 1 | 1  | 1  | ½  | 6    | 75      |
| 7  | Fabiano Caruana        | Olaszország               | 2844   | ½ | ½ | ½ | ½ | 0 | ½ | * | ½ | ½ | 1  | ½  | 1  | 6    | 75      |
| 8  | Tejmur Radzsabov       | Azerbajdzsán              | 2726   | ½ | ½ | ½ | ½ | ½ | ½ | ½ | * | ½ | ½  | ½  | ½  | 5½   | 50      |
| 9  | Anish Giri             | Hollandia                 | 2768   | ½ | ½ | ½ | ½ | ½ | 0 | ½ | ½ | * | ½  | ½  | ½  | 5    | 40      |
| 10 | Dmitrij Jakovenko      | Oroszország               | 2747   | ½ | 0 | ½ | ½ | 1 | 0 | 0 | ½ | ½ | *  | ½  | ½  | 4½   | 30      |
| 11 | Rusztam Kaszimdzsanov  | Üzbegisztán               | 2706   | ½ | 0 | ½ | 0 | 0 | 0 | ½ | ½ | ½ | ½  | *  | ½  | 3½   | 15      |
| 12 | Borisz Gelfand         | Izrael                    | 2748   | ½ | 0 | 0 | 0 | ½ | ½ | 0 | ½ | ½ | ½  | ½  | *  | 3½   | 15      |

### Tbiliszi 2015
| H. | Versenyző              | Ország        | Élő-p. | 1 | 2 | 3 | 4 | 5 | 6 | 7 | 8 | 9 | 10 | 11 | 12 | Össz | GP-pont |
| -- | ---------------------- | ------------- | ------ | - | - | - | - | - | - | - | - | - | -- | -- | -- | ---- | ------- |
| 1  | Jevgenyij Tomasevszkij | Oroszország   | 2716   | * | ½ | ½ | 1 | ½ | ½ | 1 | 1 | 1 | 1  | ½  | ½  | 8    | 170     |
| 2  | Dmitrij Jakovenko      | Oroszország   | 2733   | ½ | * | ½ | ½ | ½ | 1 | ½ | ½ | ½ | 1  | ½  | ½  | 6½   | 140     |
| 3  | Tejmur Radzsabov       | Azerbajdzsán  | 2731   | ½ | ½ | * | ½ | ½ | ½ | ½ | 1 | ½ | ½  | ½  | ½  | 6    | 110     |
| 4  | Rusztam Kaszimdzsanov  | Üzbegisztán   | 2705   | 0 | ½ | ½ | * | ½ | ½ | 1 | 0 | ½ | ½  | 1  | ½  | 5½   | 75      |
| 5  | Leinier Dominguez      | Kuba          | 2726   | ½ | ½ | ½ | ½ | * | ½ | ½ | ½ | ½ | 0  | ½  | 1  | 5½   | 75      |
| 6  | Anish Giri             | Hollandia     | 2797   | ½ | 0 | ½ | ½ | ½ | * | ½ | ½ | ½ | ½  | 1  | ½  | 5½   | 75      |
| 7  | Sahrijar Mamedjarov    | Azerbajdzsán  | 2759   | 0 | ½ | ½ | 0 | ½ | ½ | * | 1 | 1 | 0  | ½  | 1  | 5½   | 75      |
| 8  | Alekszandr Griscsuk    | Oroszország   | 2810   | 0 | ½ | 0 | 1 | ½ | ½ | 0 | * | ½ | 1  | ½  | ½  | 5    | 40      |
| 9  | Maxime Vachier-Lagrave | Franciaország | 2775   | 0 | ½ | ½ | ½ | ½ | ½ | 0 | ½ | * | 1  | ½  | ½  | 5    | 40      |
| 10 | Baadur Jobava          | Grúzia        | 2696   | 0 | 0 | ½ | ½ | 1 | ½ | 1 | 0 | 0 | *  | 1  | ½  | 5    | 40      |
| 11 | Peter Szvidler         | Oroszország   | 2739   | ½ | ½ | ½ | 0 | ½ | 0 | ½ | ½ | ½ | 0  | *  | 1  | 4½   | 20      |
| 12 | Dmitrij Andrejkin      | Oroszország   | 2737   | ½ | ½ | ½ | ½ | 0 | ½ | 0 | ½ | ½ | ½  | 0  | *  | 4    | 10      |

### Hanti-Manszijszk 2015
| H. | Versenyző              | Ország                    | Élő-p. | 1 | 2 | 3 | 4 | 5 | 6 | 7 | 8 | 9 | 10 | 11 | 12 | Össz | GP-pont |
| -- | ---------------------- | ------------------------- | ------ | - | - | - | - | - | - | - | - | - | -- | -- | -- | ---- | ------- |
| 1  | Dmitrij Jakovenko      | Oroszország               | 2738   | * | ½ | 1 | 0 | ½ | 0 | ½ | 1 | 1 | ½  | ½  | 1  | 6½   | 140     |
| 2  | Nakamura Hikaru        | Amerikai Egyesült Államok | 2799   | ½ | * | ½ | ½ | ½ | ½ | ½ | ½ | ½ | ½  | 1  | 1  | 6½   | 140     |
| 3  | Fabiano Caruana        | Olaszország               | 2803   | 0 | ½ | * | ½ | ½ | ½ | 1 | ½ | ½ | 1  | ½  | 1  | 6½   | 140     |
| 4  | Leinier Domínguez      | Kuba                      | 2734   | 1 | ½ | ½ | * | ½ | 1 | ½ | ½ | ½ | ½  | 0  | ½  | 6    | 85      |
| 5  | Borisz Gelfand         | Izrael                    | 2744   | ½ | ½ | ½ | ½ | * | 1 | ½ | ½ | ½ | ½  | ½  | ½  | 6    | 85      |
| 6  | Peter Szvidler         | Oroszország               | 2734   | 1 | ½ | ½ | 0 | 0 | * | ½ | 1 | ½ | 0  | 1  | ½  | 5½   | 55      |
| 7  | Alekszandr Griscsuk    | Oroszország               | 2780   | ½ | ½ | 0 | ½ | ½ | ½ | * | ½ | 1 | ½  | ½  | ½  | 5½   | 55      |
| 8  | Anish Giri             | Hollandia                 | 2776   | 0 | ½ | ½ | ½ | ½ | 0 | ½ | * | ½ | 1  | 1  | ½  | 5½   | 55      |
| 9  | Szergej Karjakin       | Oroszország               | 2753   | 0 | ½ | ½ | ½ | ½ | ½ | 0 | ½ | * | 1  | ½  | 1  | 5½   | 55      |
| 10 | Jevgenyij Tomasevszkij | Oroszország               | 2749   | ½ | ½ | 0 | ½ | ½ | 1 | ½ | 0 | 0 | *  | 1  | ½  | 5    | 30      |
| 11 | Baadur Jobava          | Grúzia                    | 2699   | ½ | 0 | ½ | 1 | ½ | 0 | ½ | 0 | ½ | 0  | *  | ½  | 4    | 20      |
| 12 | Maxime Vachier-Lagrave | Franciaország             | 2754   | 0 | 0 | 0 | ½ | ½ | ½ | ½ | ½ | 0 | ½  | ½  | *  | 3½   | 10      |

## A végeredmény
Az első helyezések pontjai vastaggal lettek jelölve. Zöld színnel azok a versenyzők lettek kiemelve, akik kvalifikációt szereztek a világbajnokjelöltek versenyére.
A kiírás alapján az összesítés szerinti első két helyezett, Fabiano Caruana és Nakamura Hikaru jutott tovább a világbajnokjelöltek versenyére.
| H. | Versenyző              | Ország                    | Élő-p. 2015. május | Baku | Taskent | Tbiliszi | Hanti- Manszijszk | Össz |
| -- | ---------------------- | ------------------------- | ------------------ | ---- | ------- | -------- | ----------------- | ---- |
| 1  | Fabiano Caruana        | Olaszország               | 2803               | 155  | 75      |          | 140               | 370  |
| 2  | Nakamura Hikaru        | Amerikai Egyesült Államok | 2799               | 82   | 125     |          | 140               | 347  |
| 3  | Dmitrij Jakovenko      | Oroszország               | 2738               |      | 30      | 140      | 140               | 310  |
| 4  | Jevgenyij Tomasevszkij | Oroszország               | 2749               | 82   |         | 170      | 30                | 282  |
| 5  | Borisz Gelfand         | Izrael                    | 2744               | 155  | 15      |          | 85                | 255  |
| 6  | Sahrijar Mamedjarov    | Azerbajdzsán              | 2735               | 35   | 125     | 75       |                   | 235  |
| 7  | Szergej Karjakin       | Oroszország               | 2753               | 82   | 75      |          | 55                | 212  |
| 8  | Tejmur Radzsabov       | Azerbajdzsán              | 2738               | 50   | 50      | 110      |                   | 210  |
| 9  | Dmitrij Andrejkin      | Oroszország               | 2723               | 20   | 170     | 10       |                   | 200  |
| 10 | Alekszandr Griscsuk    | Oroszország               | 2780               | 82   |         | 40       | 55                | 177  |
| 11 | Leinier Domínguez      | Kuba                      | 2734               | 10   |         | 75       | 85                | 170  |
| 12 | Anish Giri             | Hollandia                 | 2776               |      | 40      | 75       | 55                | 170  |
| 13 | Peter Szvidler         | Oroszország               | 2734               | 82   |         | 20       | 55                | 157  |
| 14 | Baadur Jobava          | Grúzia                    | 2699               |      | 75      | 40       | 20                | 135  |
| 15 | Maxime Vachier-Lagrave | Franciaország             | 2754               |      | 75      | 40       | 10                | 125  |
| 16 | Rusztam Kaszimdzsanov  | Üzbegisztán               | 2715               | 35   | 15      | 75       |                   | 125  |